# Задорожний провулок (Київ)
Задоро́жний прову́лок — провулок у Голосіївському районі міста Києва, місцевість Голосіїв. Пролягає від Красилівської вулиці до Васильківської вулиці.

## Історія
Провулок під сучасною назвою відомий з 1935 року. До середини 70-х років XX століття паралельно провулку пролягала також Задорожна вулиця. Згодом розташовані на ній споруди було перенумеровано по сусідніх вулиці Михайла Стельмаха і 3адорожньому провулку.

## Зображення

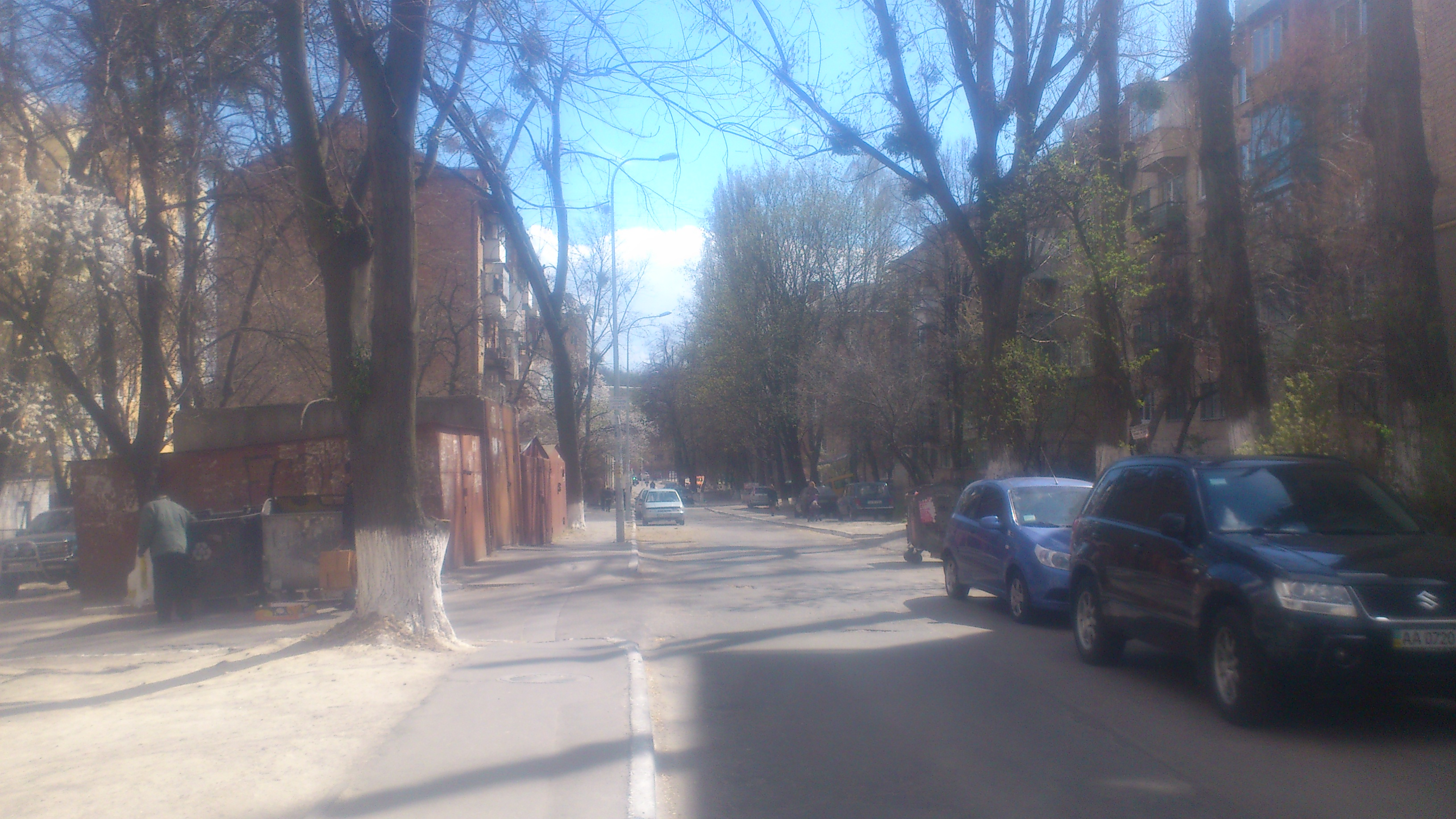
Вигляд від Васильківської вулиці